# Cerezal de Peñahorcada
Cerezal de Peñahorcada és un municipi de la província de Salamanca a la comunitat autònoma de Castella i Lleó. Limita amb Vilvestre a l'Est, Barruecopardo i El Milano al Sud, La Zarza de Pumareda a l'Oest i La Zarza de Pumareda i Mieza al Nord.

## Demografia
| 1991 | 1996 | 2001 | 2004 |
| ---- | ---- | ---- | ---- |
| 163  | 148  | 120  | 125  |